# Alvinella pompejana
O verme-de-pompeia (Alvinella pompejana) é um poliqueta vemiforme extremófilo, encontrado em águas profundas, especificamente em fontes hidrotermais do Oceano Pacífico. 
Foram descobertos no início da década de 1980 ao largo das Ilhas Galápagos, por pesquisadores franceses.